# Krorokroro
De krorokroro (Stellifer rastrifer) is een straalvinnige vissensoort uit de familie van ombervissen (Sciaenidae). De wetenschappelijke naam van de soort is voor het eerst geldig gepubliceerd in 1889 door Jordan.
De vis wordt in zeer grote aantallen in de kustwateren van Suriname aangetroffen.